# FC Westrem
FC Westrem was een Belgische voetbalclub uit het dorp Westrem bij Wetteren. De club sloot in 1977 aan bij de KBVB met stamnummer 8536 en had geel en rood als clubkleuren. 
In 2013 werd de club opgedoekt door een tekort aan werkingsmiddelen, zwakke resultaten en een gebrek aan jonge spelers. 

## Geschiedenis
Tussen 1942 en 1947 was er al een FC Westrem actief bij de KBVB, de club had stamnummer 3214 en eindigde in het seizoen 1943-1944, het enige waarin aan de competitie werd deelgenomen, tweede in Tweede Gewestelijke C.
Dertig jaar later sloot opnieuw een FC Westrem aan bij de KBVB, deze club kreeg stamnummer 8536 en koos voor geel en rood als clubkleuren.
De club speelde zijn hele geschiedenis in Vierde Provinciale en eindigde doorgaans in de onderste helft van de rangschikking. Begin jaren tachtig eindigde de club een paar keer in de buurt van de top vijf, deze periode was het sportieve hoogtepunt van deze bescheiden vereniging. Dit kon enkel in 1997-1998 met een zesde plaats worden herhaald.
In 2011 had de club slechts twee elftallen in competitie meer, er was sprake van een fusie met buur Eendracht Massemen, maar daar was weinig enthousiasme voor. 
Er werd een feestcomité opgericht dat ervoor zorgde dat de club nog 2 seizoenen verder kon, maar in 2013 viel dan toch het doek voor FC Westrem.